# Žilvinas Gaubys
Žilvinas Gaubys (* 14. Mai 1975 in Joniškis in der damaligen Litauischen SSR) ist ein litauischer Brigadegeneral. Seit 2025 ist er Leiter des Ausbildungskommandos der litauischen Streitkräfte.

## Leben
Im Jahr 1994 entschied sich Žilvinas Gaubys für einen Dienst bei den litauischen Streitkräften und begann seine Offiziersausbildung an der Militärakademie General Jonas Žemaitis. Hier absolvierte er in den nächsten Jahren Bachelor- und Masterstudiengänge. Zudem besuchte er auch die Baltische Verteidigungsakademie.
Nach seinem Abschluss an der Litauischen Militärakademie diente er als Zugführer, später als Kompaniechef und als Stabsoffizier. Von 2003 bis 2006 war er Stabschef des motorisierten Infanteriebataillons „Großherzogin Birutė“. Von 2011 bis 2013 kommandierte er das mechanisierte Infanteriebataillon „König Mindaugas“. Von 2013 bis 2014 diente er als Stabschef der mechanisierten Infanteriebrigade „Eiserner Wolf“. Im März 2023 wurde Gaubys zum stellvertretenden Stabschef der litauischen Streitkräfte ernannt und im Mai 2024 zum Brigadegeneral befördert. Am 11. August 2025 übernahm er von Modestas Petrauskas das Kommando über das Ausbildungskommandos der litauischen Streitkräfte.